# Clube Futebol Benfica (calcio femminile)
Il Clube Futebol Benfica, noto anche come C.F. Benfica, è una squadra di calcio femminile, sezione femminile del Clube Futebol Benfica, società polisportiva portoghese con sede a Lisbona. Il Benfica ha vinto due campionati portoghesi.

## Storia
Dopo aver partecipato al campionato portoghese nella stagione 1998-1999, il CF Benfica è tornato in massima serie nel 2010, concludendo al settimo posto la stagione 2010-2011. Dopo aver conquistato la salvezza nelle due stagioni successive, nel campionato 2013-2014 ha concluso la stagione regolare al terzo posto. Nel 2015 è arrivata la vittoria del primo campionati portoghesi, a cui si è affiancata anche la vittoria della coppa nazionale. Grazie alla vittoria del campionato il CF Benfica ha guadagnato l'accesso alla UEFA Women's Champions League per l'edizione 2015-2016. È entrato nella fase a gironi, concludendo il suo raggruppamento al secondo posto alle spalle della squadra serba dello Spartak Subotica, e venendo eliminato. Nel 2016 il CF Benfica ha ripetuto l'accoppiata campionato-coppa nazionale, vincendole entrambe per la seconda volta.

## Palmarès
- Campionato portoghese: 2

2014-2015, 2015-2016
- Coppa del Portogallo femminile: 2

2014-2015, 2015-2016

## Statistiche

### Partecipazioni alle competizioni europee
| Stagione | Competizione     | Fase          | Avversario       | Risultato | Risultato | Risultato |
| Stagione | Competizione     | Fase          | Avversario       | andata    | ritorno   | aggregato |
| -------- | ---------------- | ------------- | ---------------- | --------- | --------- | --------- |
| 2015-16  | Champions League | fase a gironi | Spartak Subotica | 1-2       | 1-2       | 1-2       |
| 2015-16  | Champions League | fase a gironi | Osijek           | 3-0       | 3-0       | 3-0       |
| 2015-16  | Champions League | fase a gironi | Noroc Nimoreni   | 3-0       | 3-0       | 3-0       |
| 2016-17  | Champions League | fase a gironi | PK-35 Vantaa     | 2-1       | 2-1       | 2-1       |
| 2016-17  | Champions League | fase a gironi | Avaldsnes        | 1-6       | 1-6       | 1-6       |
| 2016-17  | Champions League | fase a gironi | Newry City       | 5-0       | 5-0       | 5-0       |

## Organico

### Rosa 2016-2017
Rosa come da sito UEFA.
| N. |                       | Ruolo | Calciatrice      |
| -- | --------------------- | ----- | ---------------- |
|    | Portogallo (bandiera) | P     | Sara Machado     |
|    | Portogallo (bandiera) | P     | Jamila Marreiros |
|    | Portogallo (bandiera) | D     | Matilde Fidalgo  |
|    | Portogallo (bandiera) | D     | Bruna Moura      |
|    | Portogallo (bandiera) | D     | Sofia Nunes      |
|    | Portogallo (bandiera) | D     | Filipa Patão     |
|    | Portogallo (bandiera) | D     | Sara Ribeiro     |
|    | Portogallo (bandiera) | D     | Carla Silva      |
|    | Portogallo (bandiera) | C     | Ana Bral         |
|    | Portogallo (bandiera) | C     | Sílvia Brunheira |
|    | Portogallo (bandiera) | C     | Carla Cardoso    |

| N. |                       | Ruolo | Calciatrice       |
| -- | --------------------- | ----- | ----------------- |
|    | Portogallo (bandiera) | C     | Catarina Realista |
|    | Portogallo (bandiera) | C     | Andreia Veiga     |
|    | Portogallo (bandiera) | A     | Adriana Afonso    |
|    | Portogallo (bandiera) | A     | Mariana Coelho    |
|    | Portogallo (bandiera) | A     | Joana Flores      |
|    | Portogallo (bandiera) | A     | Filipa Galvão     |
|    | Portogallo (bandiera) | A     | Mafalda Marujo    |
|    | Portogallo (bandiera) | A     | Andreia Marques   |
|    | Portogallo (bandiera) | A     | Andreia Silvia    |
|    | Portogallo (bandiera) | A     | Joana Vieira      |